# Gerhard Bubel
Gerhard Bubel (* 7. August 1929 in Berlin; † 4. Februar 2020) war ein deutscher Politiker (SPD).
Gerhard Bubel besuchte ein Gymnasium und trat 1950 der SPD bei. Er studierte von 1953 bis 1955 Betriebswirtschaftslehre am Hochschulinstitut für Wirtschaftskunde in Berlin. Bei der Berliner Wahl 1958 wurde er in die Bezirksverordnetenversammlung (BVV) im Bezirk Tiergarten gewählt. Nach der Wahl 1979 wurde Bubel von der BVV Tiergarten zum Bezirksstadtrat für Bauwesen gewählt. Bei der Wahl 1985 wurde er in das Abgeordnetenhaus von Berlin gewählt und schied 1989 aus dem Parlament aus. Später wurde er Lobbyist für ein kanadisches Immobilienunternehmen.